# École de Delft (peinture)

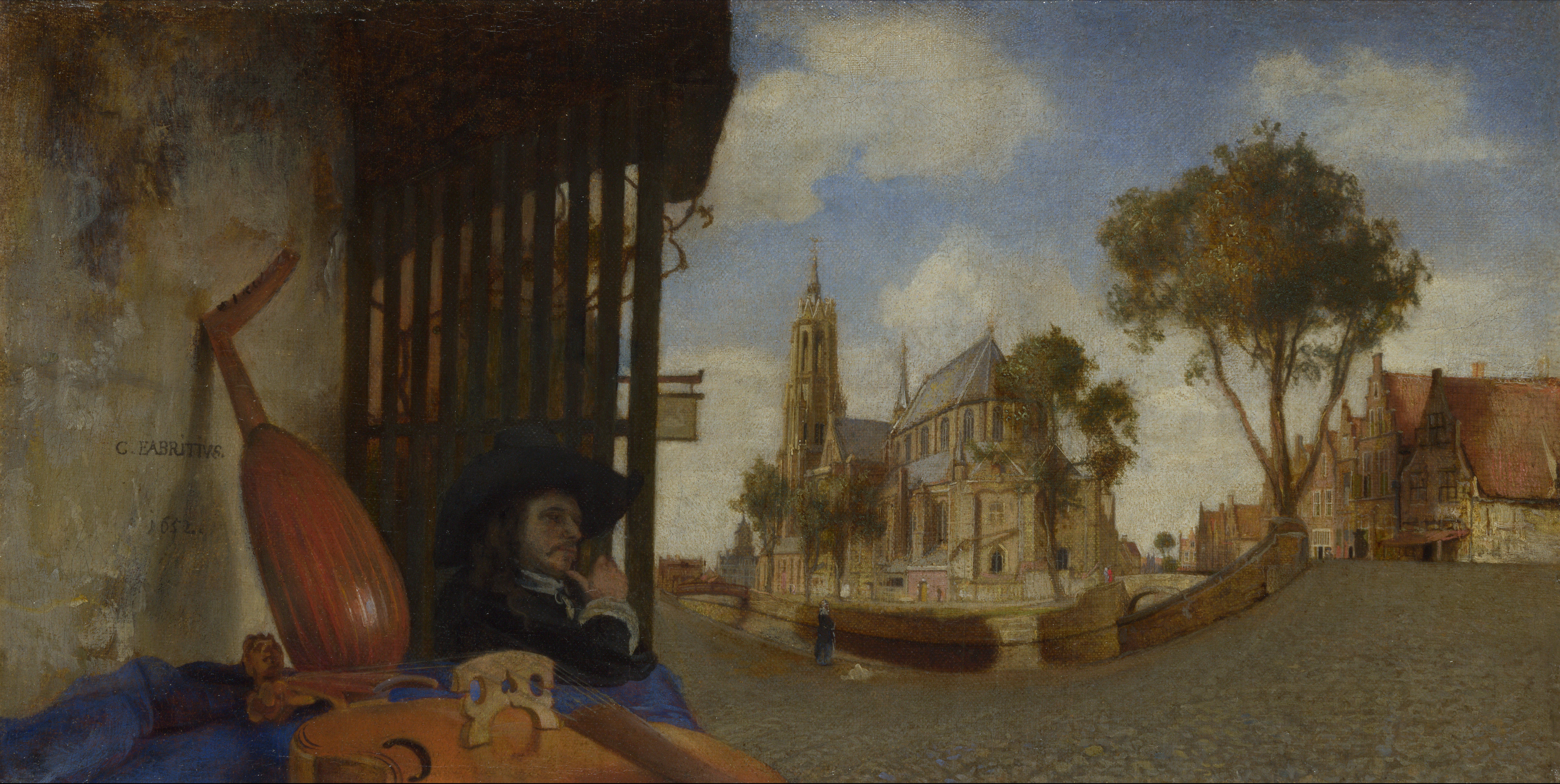
Une vue de Delft de Carel Fabritius (1652).

Ne doit pas être confondu avec École de Delft.
L'école de Delft est une catégorie de l'Âge d'or de la peinture néerlandaise, au XVIIe siècle, nommée d'après sa base principale, Delft, dans les Provinces-Unies. Elle est surtout connue pour ses peintures de genre : des images de la vie domestique, des vues de maisons, d'intérieurs d'églises, de cours, de places et de rues de la ville.
Carel Fabritius et Nicolaes Maes sont considérés comme les initiateurs de ces spécialités localisées dans les années 1640, poursuivies dans les années 1650 par Pieter de Hooch et Johannes Vermeer. Les intérieurs architecturaux de Gerard Houckgeest, Emanuel de Witte et Hendrick Cornelisz. van Vliet constituent également des contributions notables. Outre les genres les plus étroitement associés aux peintres de Delft, les artistes de la ville ont continué à produire des natures mortes et des peintures d'histoire, des portraits pour les mécènes et la cour, ainsi que des œuvres d'art décoratives qui reflètent les tendances plus générales de l'art néerlandais de l'époque.

## Artistes rattachés à l'école de Delft
L'école de Delft ne s'articule pas autour d'une figure en particulier, même si plusieurs artistes ont eu un rôle de catalyseur : Carel Fabritius, Pieter Saenredam, Paulus Potter et Nicolaes Maes. Les artistes qui s'y sont rattachés ont des profils hétérogènes, la plupart n'étant pas originaires de Delft mais y étant actif entre 1650 et 1670. Un mouvement s'est créé quand Carel Fabritius — qui vient d'Amsterdam avec tout ce que Rembrandt lui a appris —, Pieter de Hooch (peintre de scènes de genre), Paulus Potter (peintre de paysages « argentés et atmosphériques »), les peintres d'architecture Gerrit Houckgeest et Emanuel de Witte, et Johannes Vermeer ont coïncidé.
D'autres artistes notables sont Leonard Bramer, très apprécié localement, qui a produit des « peintures d'histoire excentriques », des peintures murales et des scènes nocturnes italiennes ; Christiaen van Couwenbergh, lui aussi peintre d'histoire, avec des sujets bibliques plus modernes ; ou encore Hendrick van der Burch, Cornelis de Man, Antonie Palamedesz, Egbert van der Poel, Adam Pynacker, Jan Steen, Jacob Jansz van Velsen, Johannes Verkolje, Hendrick Cornelisz. van Vliet, Daniel Vosmaer et Jacob Vosmaer.
On ignore si ces artistes se sont regroupés autour d'une mouvance établie, qui définirait une école à proprement parler, mais la ville de Delft est à l'époque trop petite pour que ces artistes aient ignoré les productions de chacun.

## Caractéristiques
L'école de Delft est connue pour ses productions de scènes de genre de la vie domestique, les intérieurs d'églises, les cours, les rues et la campagne environnant la ville. Les tableaux dégagent une forte sensation de calme, sont dépourvus d'attention au détail mais au contraire une grande pour la lumière et la perspective.
Active à partir des années 1650, quand Potter, de Witte, Fabritius, De Hooch et Vermeer rejoignent la guilde de Saint-Luc de locale, l'école de Delft produit des peintures originales et de grande qualité à partir de 1660. Les artistes quittent peu à peu la ville de Delft pour d'autres qui bénéficient d'un marché plus attractif, et à la mort de Vermeer en 1675, Delft retombe dans l'anonymat.
Si la notion même d'« école de Delft » est débattue voire rejetée par les historiens de l'art, ce rassemblement autour de la guilde de Saint-Luc devient, selon John M. Montias, « une véritable école — au sens d'une communauté avec des intérêts croisés dans la matière et les techniques, avec une certaine similitude dans les approches esthétiques et avec des influences croisées significatives ».

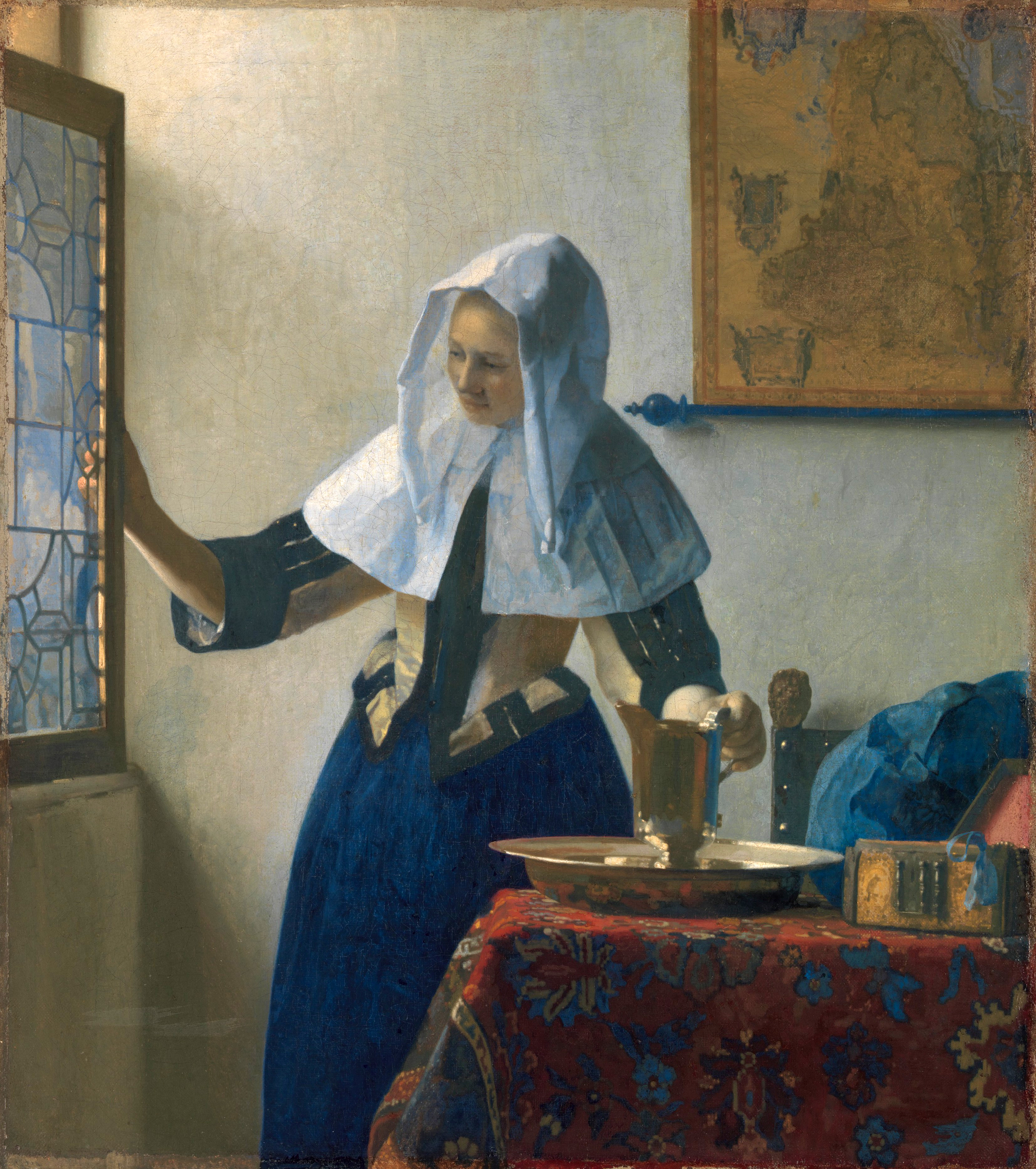
Exemple de vie domestique : Johannes Vermeer, Jeune Femme à l'aiguière (vers 1662-1665, Metropolitan Museum of Art).
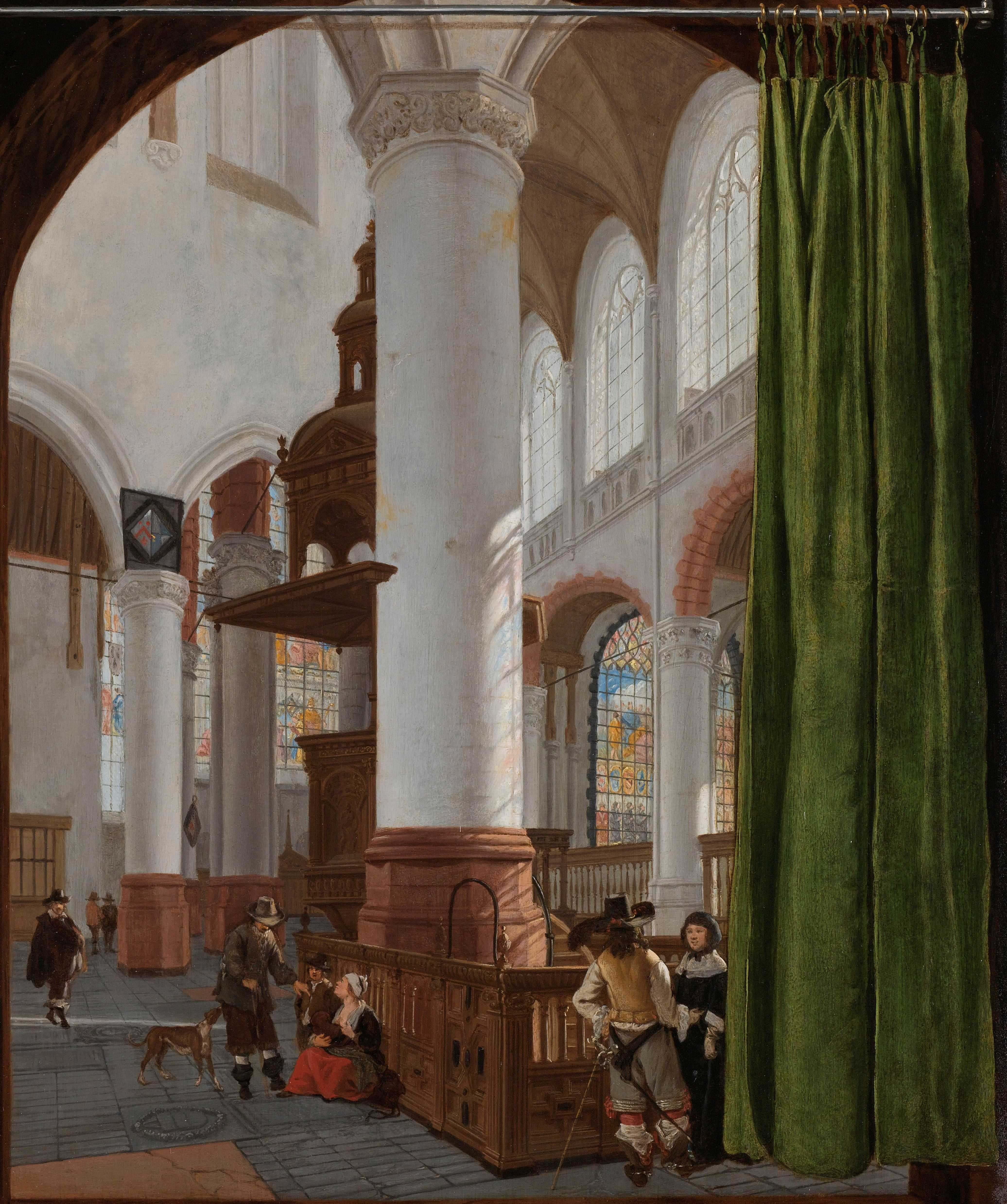
Exemple d'intérieur d'église : Gerard Houckgeest, Intérieur de l'Oude Kerk de Delft (1654, Rijksmuseum Amsterdam).
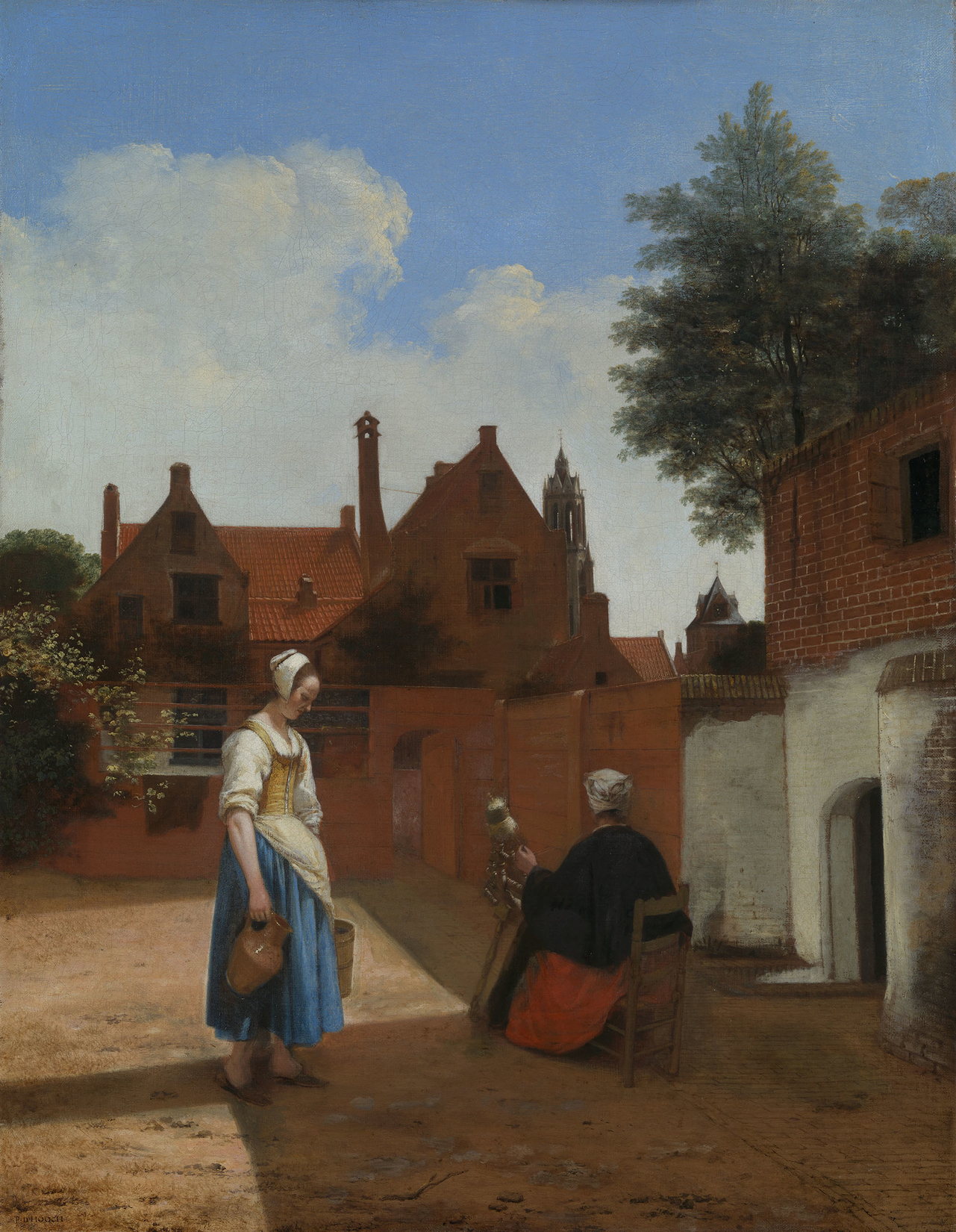
Exemple de cour de Delft : Pieter de Hooch, Femme avec rouet dans une cour (1656, Royal Collection).
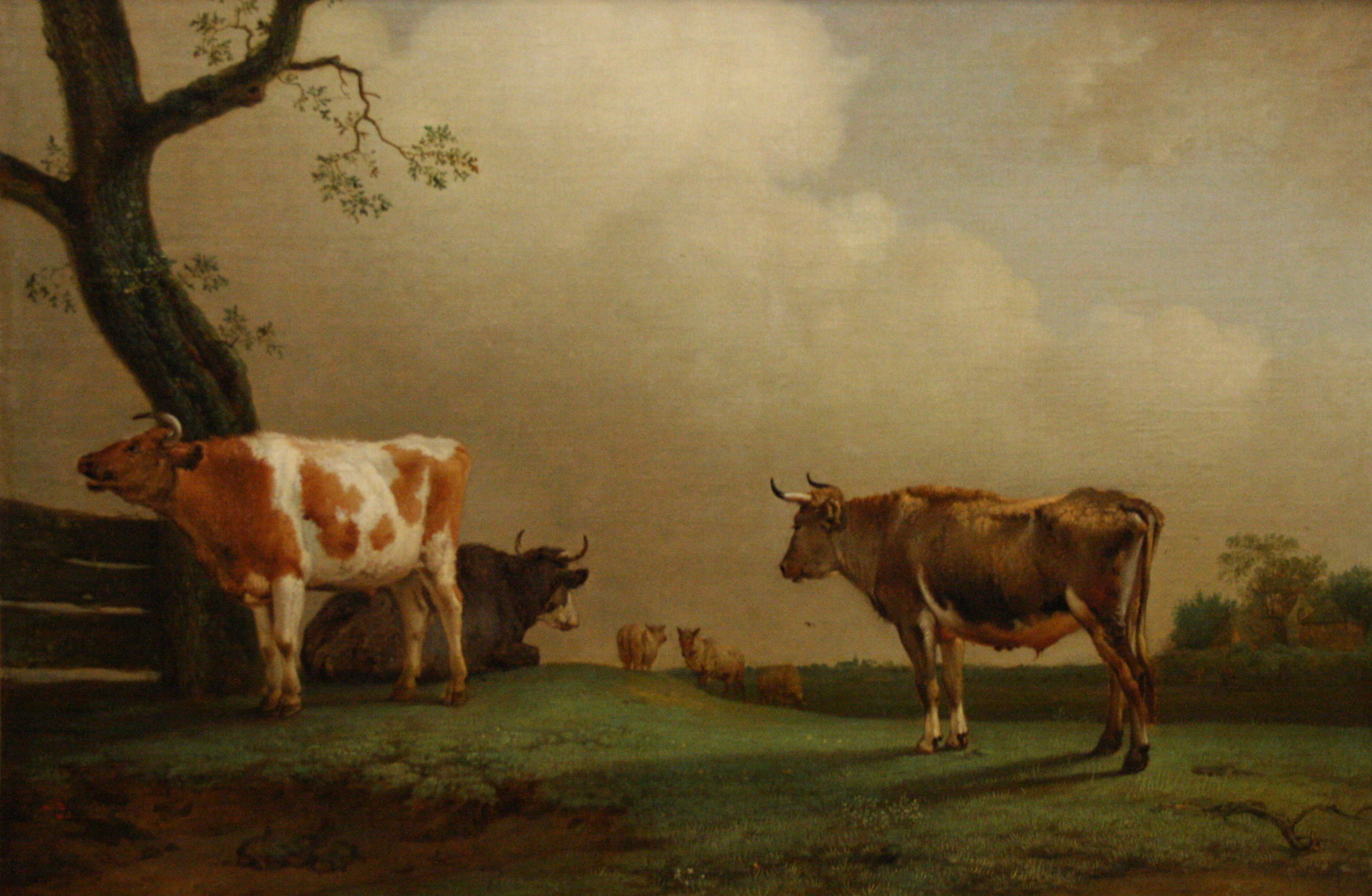
Exemple de campagne environnante de Delft : Paulus Potter, La Prairie (1652, musée du Louvre).